# Aracs (keresztnév)
Az Aracs régi magyar személynév, valószínűleg szláv eredetű, ez esetben a jelentése: szántó.

## Gyakorisága
Az 1990-es években szórványosan fordult elő, a 2000-es években nem szerepel a 100 leggyakoribb férfinév között.

## Névnapok
ajánlott névnap
- március 8.[2]